# Excellent Walaza
Excellent Musa Walaza (ur. 8 kwietnia 1987 w Soweto) – południowoafrykański piłkarz grający na pozycji napastnika. Wychowanek klubu Orlando Pirates. W 2009 roku przebywał na wypożyczeniu w klubie Supersport United, Bloemfontein Celtic i Vasco da Gama. Grał też w Atlie FC. Uczestnik Puchar Narodów Afryki 2008.